# Air Cavalry
Air Cavalry è un simulatore di volo della Synergistic Software, distribuito dalla Cybersoft e GameTek per il Super NES nel 1995. 
Si controlla un elicottero da combattimento avanzato, si vola su terreni multipli e bisogna completare diversi obiettivi con diverse categorie d'elicotteri. 
Ci sono tre difficoltà ed ognuna di esse aggiunge sempre più obiettivi. 
Su GameRankings il gioco è stato valutato 58,7%, Electronic Gaming Monthly ha dato un voto di 5,87/10 e Allgame l'ha valutato con un 2,5/5.